# Brunkan
Brunkan är ett skär i Åland (Finland). Det ligger i Skärgårdshavet eller Bottenhavet och i kommunen Geta i landskapet Åland, i den sydvästra delen av landet. Ön ligger omkring 40 kilometer norr om Mariehamn och omkring 290 kilometer väster om Helsingfors.
Öns area är 0,8 hektar och dess största längd är 140 meter i nord-sydlig riktning. I omgivningarna runt Brunkan växer i huvudsak barrskog. Runt Brunkan är det mycket glesbefolkat, med 6 invånare per kvadratkilometer.. Närmaste större samhälle är Geta, 8,8 km söder om Brunkan.